# Vigy
Vigy est une commune française du département de la Moselle. C’est un village fleuri situé dans un cadre forestier protégé, possédant un riche patrimoine architectural rural. Vigy constitue un chef-lieu de canton. Ses habitants s’appellent les Torlas.

## Géographie

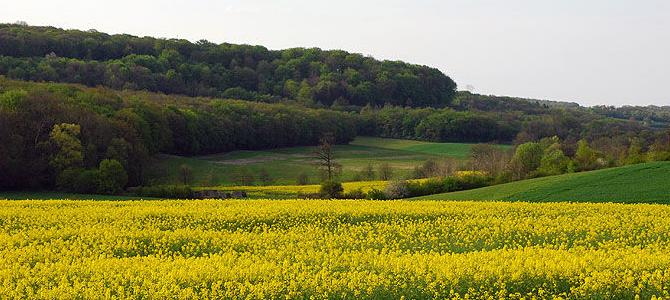
Les champs de colza au printemps.

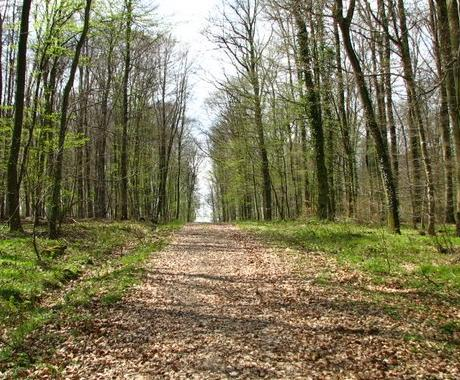
La forêt à Vigy.

Située sur le plateau lorrain, où se mêlent vallée et vallons, la commune de Vigy se trouve à 15 km de Metz et à 48 km de Luxembourg. Elle s’étend sur un territoire de 1 707 hectares dont 493 de forêts,. La rivière Canner passe sur le territoire de la commune. La Canner est de faible débit, pratiquement à sec en été. Le niveau des grès rhétiens donne lieu à des sources parfois abondantes (comme la fontaine Charlemagne près de Rabas),.
Le village de Vigy est situé dans un secteur reconnu pour ses qualités paysagères. Il est inscrit à l’inventaire des « Paysages remarquables de Lorraine ». Une partie de la commune de Vigy se situe dans le site inscrit de la vallée de la Canner.
Une partie de la commune fait partie d’une zone importante pour la conservation des oiseaux, définie en fonction d’observation sur Bazoncourt-Vigy, pour les oiseaux de proie, notamment le busard, le milan royal, le milan noir, le courlis cendré ou le tarier des prés,,.
Flore : cirse grisâtre — Cirsium Canum (L.).

### Forêt
La forêt communale s’étend sur un territoire 306 hectares.
Vigy est située dans un secteur reconnu pour ses qualités paysagères. Il est inscrit à l'inventaire des paysages remarquables de Lorraine et une partie de la commune se situe dans le site inscrit de la vallée de la Canner (voir Politique environnementale).
Les essences les plus présentes sont le chêne, le hêtre et le frêne. on trouve aussi des bois précieux tels l’alisier, le merisier et les fruitiers.
En 2012, la commune de Vigy, soucieuse d’une gestion durable de sa forêt, a validé l’adhésion au système de certification PEFC (Program for the Endorsement of Forest Certification schemes).

### Hydrographie
La commune est située dans le bassin versant du Rhin au sein du bassin Rhin-Meuse. Elle est drainée par le ruisseau le Canner.
Le Canner, d'une longueur totale de 29,4 km, prend sa source dans la commune de Vry et se jette  dans la Moselle à Kœnigsmacker, après avoir traversé onze communes.

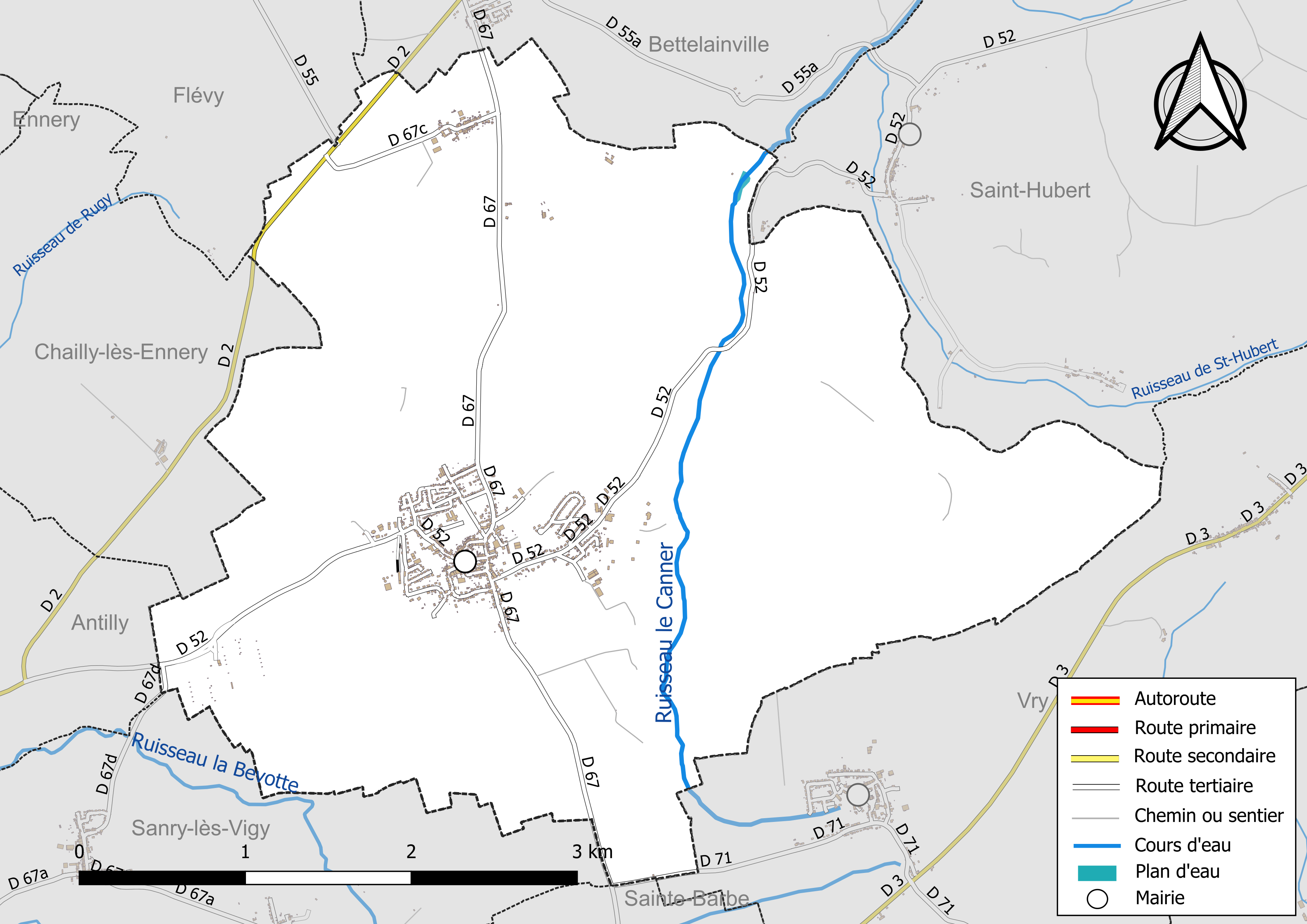
Réseaux hydrographique et routier de Vigy.

La qualité du ruisseau le Canner peut être consultée sur un site dédié géré par les agences de l’eau et l’Agence française pour la biodiversité.

### Climat
Pour des articles plus généraux, voir Climat du Grand Est et Climat de la Moselle.
En 2010, le climat de la commune est de type climat des marges montargnardes, selon une étude du Centre national de la recherche scientifique s'appuyant sur une série de données couvrant la période 1971-2000. En 2020, Météo-France publie une typologie des climats de la France métropolitaine dans laquelle la commune est exposée à un climat semi-continental et est dans la région climatique  Lorraine, plateau de Langres, Morvan, caractérisée par un hiver rude (1,5 °C), des vents modérés et des brouillards fréquents en automne et hiver. 
Pour la période 1971-2000, la température annuelle moyenne est de 9,5 °C, avec une amplitude thermique annuelle de 16,8 °C. Le cumul annuel moyen de précipitations est de 818 mm, avec 12,2 jours de précipitations en janvier et 9,2 jours en juillet. Pour la période 1991-2020, la température moyenne annuelle observée sur la station météorologique de Météo-France la plus proche, « Malancourt », sur la commune d'Amnéville à 13 km à vol d'oiseau, est de 10,2 °C et le cumul annuel moyen de précipitations est de 884,1 mm. 
La température maximale relevée sur cette station est de 39,3 °C, atteinte le 25 juillet 2019 ; la température minimale est de −17,9 °C, atteinte le 5 janvier 1985,,. 
Les paramètres climatiques de la commune ont été estimés pour le milieu du siècle (2041-2070) selon différents scénarios d'émission de gaz à effet de serre à partir des nouvelles projections climatiques de référence DRIAS-2020. Ils sont consultables sur un site dédié publié par Météo-France en novembre 2022.

### Réseau

#### Réseau viaire
Le réseau viaire est hiérarchisé autour d'une croix formé par le RD 52 et RD 67.

#### Voies routières
La commune est située à l’est du sillon mosellan et à 15 km de Metz. Vigy est également située à 21 km de Thionville et 22 km de Boulay-Moselle et de Bouzonville.
Les accès autoroutiers sont :
- Autoroute française A4 → Porte d’Argancy (nº 37) direction Paris (ou bien Strasbourg) ;
- Autoroute française A4 → Porte de Boulay (nº 38) direction Strasbourg (ou bien Paris) ;
- Autoroute française A31 → via l’A4 direction Metz ou bien Thionville - Luxembourg Ville.

#### Transports en commun
Bus vers la gare routière de Metz et vers la gare SNCF d’Hagondange (correspondance pour les villes de Nancy, Metz et Luxembourg ville)

#### Voie verte
À partir d'Antilly.

#### Télécommunications
- ligne Metz-Mayence (1813)

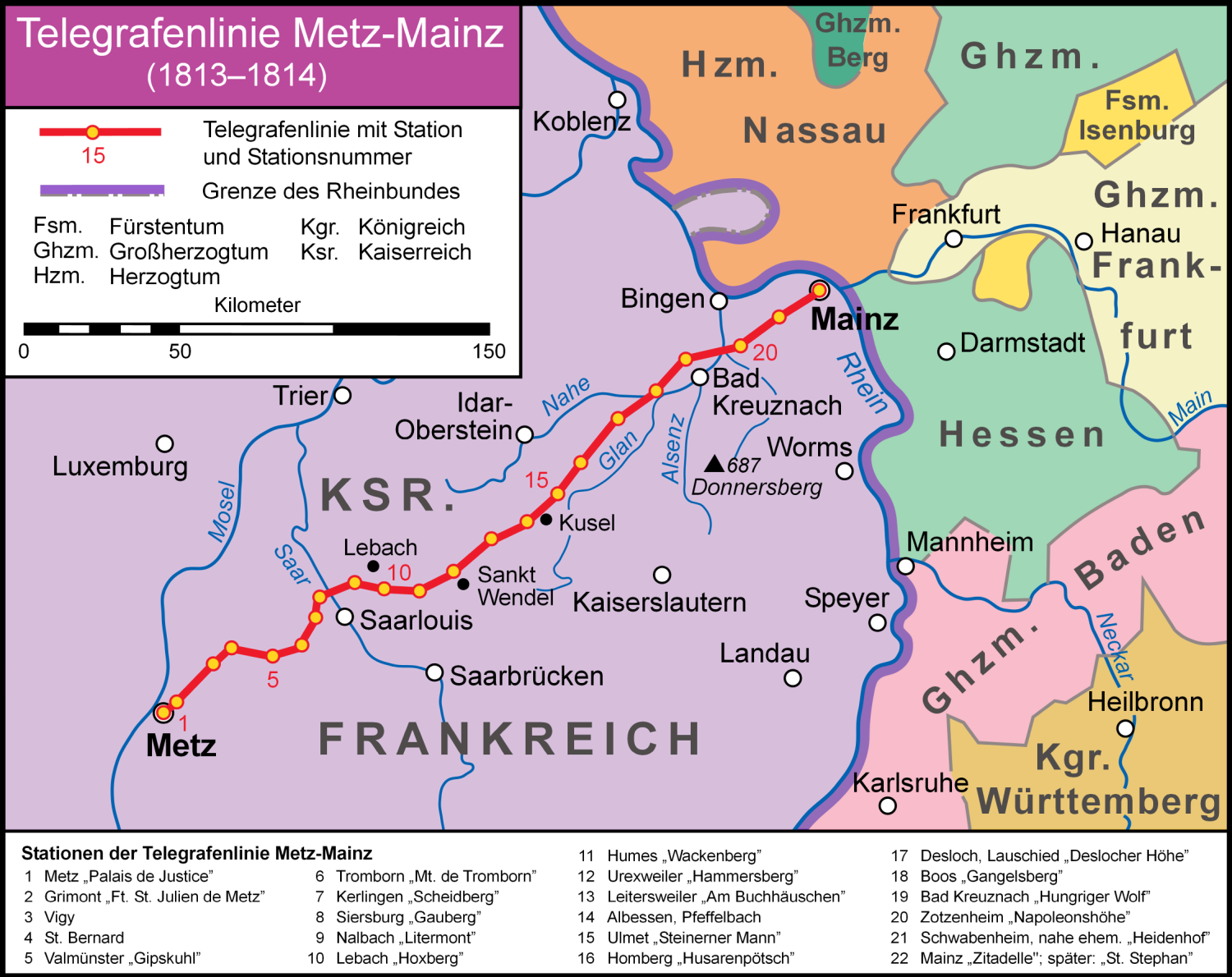
La ligne télégraphique Metz-Mayence.

Télégraphe ambulant s’abritait sous une toile de tente, de ce fait, il est inutile de rechercher des vestiges de construction. Curieusement, la station de Vigy est mentionnée par le cadastre de l’époque.
- ouverture d’un bureau en 1878 pour le service télégraphique (Ligne Metz - Vigy)[23].
- à partir du 1er juillet 1904, relations téléphoniques avec le Grand-Duché de Luxembourg[24].
- ADSL dès 2003 (dégroupage total dès 2007 avec téléphonie, internet et télévision numérique)[25], vdsl2 depuis le 1er octobre 2013.
- FTTH au collège Charles-Péguy[26],[27].
- wiMAX[28],[29],[30].
- émetteur de Luttange TDF visible, TNT.
- émetteur de Dudelange RTL visible par beau temps à partir de l’avenue Charlemagne, TNT luxembourgeoise[31].
- TNT allemande (ZDF, 3SAT, KIKA, ZDFINFO)[32].

#### Réseaux sociaux
Vigy est l’un des principaux nœuds de communication en Pays messin. Vigy est donc le lieu de rencontre d’associations, de sportives…

#### Infrastructure d’acheminement d’énergies
Acheminement vers le Luxembourg, l’Alsace. Production en France et en Allemagne,.

## Urbanisme

### Typologie
Au 1er janvier 2024, Vigy est catégorisée bourg rural, selon la nouvelle grille communale de densité à sept niveaux définie par l'Insee en 2022.
Elle est située hors unité urbaine. Par ailleurs la commune fait partie de l'aire d'attraction de Metz, dont elle est une commune de la couronne,. Cette aire, qui regroupe 245 communes, est catégorisée dans les aires de 200 000 à moins de 700 000 habitants,.

### Occupation des sols
L'occupation des sols de la commune, telle qu'elle ressort de la base de données européenne d’occupation biophysique des sols Corine Land Cover (CLC), est marquée par l'importance des territoires agricoles (61,6 % en 2018), en diminution par rapport à 1990 (63,2 %). La répartition détaillée en 2018 est la suivante : 
terres arables (46,1 %), forêts (31,5 %), prairies (13,6 %), zones urbanisées (5,5 %), zones agricoles hétérogènes (2 %), zones industrielles ou commerciales et réseaux de communication (1,5 %). L'évolution de l’occupation des sols de la commune et de ses infrastructures peut être observée sur les différentes représentations cartographiques du territoire : la carte de Cassini (XVIIIe siècle), la carte d'état-major (1820-1866) et les cartes ou photos aériennes de l'IGN pour la période actuelle (1950 à aujourd'hui).

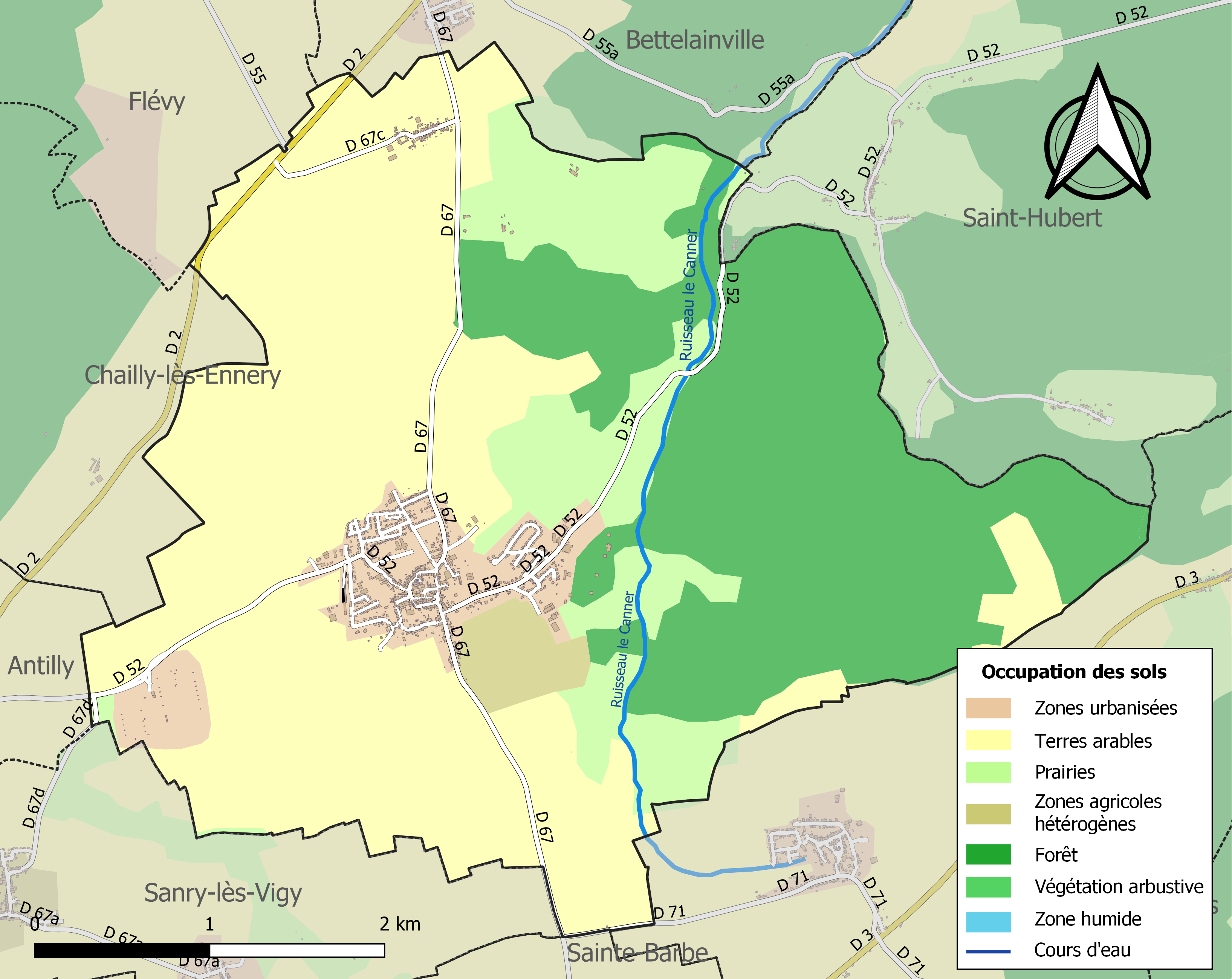
Carte des infrastructures et de l'occupation des sols de la commune en 2018 (CLC).

## Toponymie
Le nom de la commune proviendrait d’un homme d’origine gallo-romaine, Vigius. Ce dernier aurait possédé le lieu Vigiacum. Le suffixe -acum signifie appartenance. Cette dénomination changera en 691 avec l’avènement de la graphie latine Vidiacum, situm in pago Mettense ». Le village est donné à Drogon, évêque de Metz. Le 23 juin 715, Arnould, fils de Drogon, donne Vigy et ses terres à l’abbaye Saint-Arnould. Par la même occasion, Vigy est attesté sous la forme Vigeium. Cette donation fut confirmée en 977 par Thierry Ier, évêque de Metz et en 1115 par l’empereur Henri IV.
Évolution du nom de Vigy (date à laquelle le nom apparaît dans les documents) : Vigiacum (691) ; Vidiacum situm in pago Mettinse (715) ; Vigey (1200) ; Vigeium (1205) ; Vegei (XVe siècle) ; Vegey (1404) ; Wegey (1518) ; Vigeyum, Vigi (1544) ; Wigi/Wigy aux deux tours (1634) ; Vigy (1793). 

Nom allemand (1915-1918 et 1940-1944) : Wigingen.
En lorrain roman : Vgy.

### Hessange
Évolution du nom d’Hessange (date à laquelle le nom apparaît dans les documents) : Essingen (1169) ; Haisange (1315) ; Haissanges (1444) ; Hessenges (1493) ; Hessingen (1544).
En allemand : Hessingen. En francique lorrain :  Hesséngen.

## Histoire

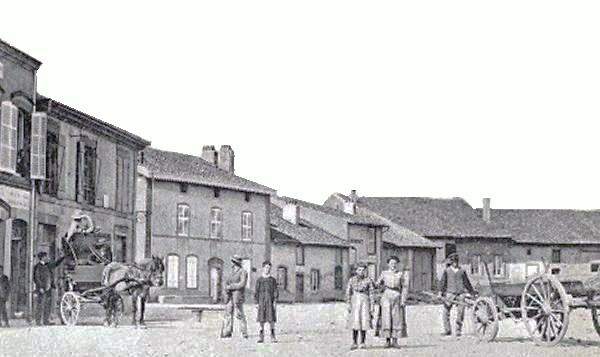
La place de l’Église en 1900.

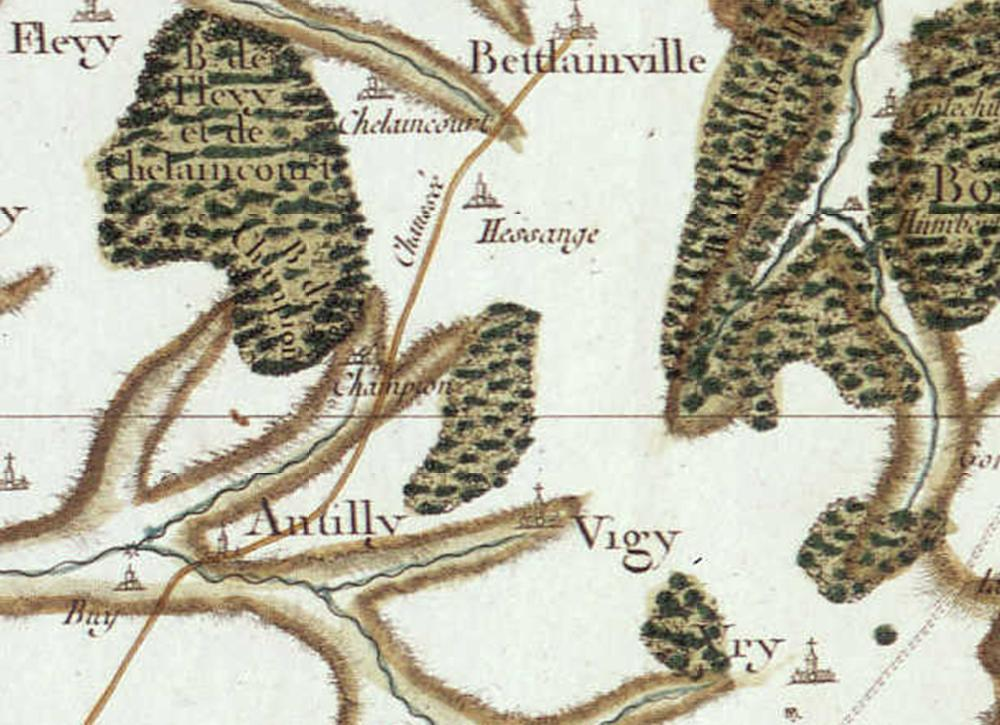
Carte de Cassini - 1760.

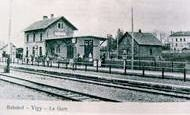
Gare de Vigy en 1907

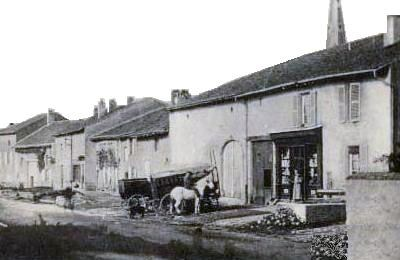
Souvenir de Vigy en 1906. Actuellement, rue Pasteur.

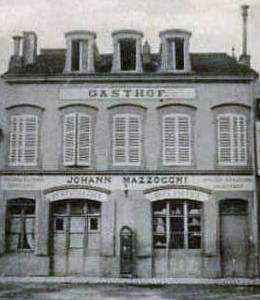
Café-restaurant de la place de l’Église en 1901.

Des habitants datant du néolithique et gallo-romain, découverts au sud du ban communal ainsi qu’une nécropole gallo-romaine découverte à Hessange révèlent la lointaine occupation du territoire de Vigy.
Seigneurie du Haut-Chemin en Pays messin.
Le 23 juin 715, Vigy  et ses terres a été donné à l’abbaye de Saint-Arnould de Metz. L'abbaye de Saint-Arnould avait comme couleurs le bleu et le jaune. Ce même bleu et jaune sont les couleurs qui figurent actuellement sur le blason de la commune.
En 1365, les habitants de Vigy sont mis sous la protection du Luxembourg, puis sont réunis à la France en 1648.
En 1635, le 12 septembre, presque tout le village fut brûlé par les Espagnols : les hommes, les femmes, les enfants, et le bétail. Les troupes, dirigées par le colonel Maillard, ne venaient pas de loin car le pays messin était voisin des Pays-Bas espagnols. Elles mirent à feu et à sang le village, ne laissant derrière eux qu’un monceau de ruines autour d’une bâtisse appelée « La grange aux dîmes ». Le but étant de punir les habitants de n’avoir pas voulu héberger ses soldats. Il est donc peu probable qu’il y ait eu deux tours.
À la fin du XVIIIe siècle apparaît l’orthographe Vigy dans le cahier de doléances qui se transformera en Wigingen lors de l’occupation allemande pour en devenir le Vigy actuel. On trouve également l’appellation Vigy en patois lorrain.
Vigy est chef-lieu de canton depuis la Révolution. C’est en 1809 que Napoléon a créé la commune de Vigy-Hessange.
En 1844, on y trouve 851 individus et 89 maisons. 65 garçons fréquentent l’école de garçons et 53 filles, l’école de filles.

### 1871 à 1918
Comme les autres communes de l'actuel département de la Moselle, Vigy est annexée à l’Empire allemand de 1871 à 1918.
1889 : statuts du règlement de la Caisse d’épargne de Vigy.

### Première et Seconde Guerres mondiales
Durant la Première Guerre mondiale, les cloches de l’église de Vigy furent saisies comme celle des autres villages. La plus petite, fondue en 1847, fut épargnée. En novembre 1940, beaucoup de gens de Vigy furent expulsés à Mussidan en Dordogne. Quelques-uns furent massacrés le 11 juin 1944 après une rafle provoquée par une attaque de la résistance — plus de cinquante morts en tout.
Installation d’un orgue Franz Staudt dans l’église Saint-Léger en 1902.
Le 1er mai 1928, distribution publique de l’énergie électrique par l’UEM
La première association l’Union sportive de Vigy (US Vigy) fut fondée en 1937, sous l’impulsion de son premier président, Augustin Mazzocchi.

### L'après guerre
Les pavillons Baticoop, unité d'habitation, proposaient un confort moderne. Une architecture destinée à l'épanouissement humain formulé par l'édition de cartes postales. Vivre et partager  la conviction que l’architecture et l’urbanisme modernes pouvaient contribuer à un monde meilleur.
Dans cet esprit du vivre et partager, l'association du Foyer Rural de Vigy est fondée en 1962. Puis l’Adeppa est créée en 1963 à l’initiative du carrefour des organisations de jeunesse et d’éducation populaire (COJEP) dans le but de créer un centre de formation des cadres de la vie associative.
En 1963, découverte par Mlle Meyer, du Cirsium canum en colonies le long des routes de vigy (espèce d’Europe Centrale,nouvelle pour la France)
En mars 1965, création de la batterie-fanfare la Jeanne d’Arc par Marc Mazzocchi, Albert et Jean Fuss et quelques volontaires. Puis en 1967 le nouveau "Foyer" est inauguré.
Création du collège Charles-Péguy en 1969. Enfin une caserne de gendarmerie a été édifiée en 1979.

### Période contemporaine
En 1985, création du train touristique.
Activités touristiques comme le Labyrinthe Végétal, le Vélorail, la brocante annuelle.
VIGY voit sa population augmenter, un nouveau lotissement voit le jour.
Outre le monde associatif très présent dans la commune, VIGY possède beaucoup d'atouts pour ses habitants : 
- Une rue commerçante comprenant une boulangerie, une boucherie-charcuterie, un fleuriste, une supérette incluant une station essence et un tabac-presse, mais aussi une pharmacie, une poste, une banque et deux restaurants.
- Enseignement: écoles maternelle et primaire (accompagné d'un centre périscolaire), et même un collège permettent d'accéder à un enseignement primaire complet au sein du village, à cela vient s'ajouter une médiathèque.

### Hessange
Hessange est une annexe de Vigy.

## Politique et administration

### Tendances politiques
Vigy est une ville de tradition conservatrice sur le plan politique. Depuis la Seconde Guerre mondiale, elle vote le plus souvent à droite, toutefois, les listes présentes lors des élections municipales successives sont toutes sans étiquette.

### Administration municipale
Ci-dessous, le partage des sièges au sein du conseil municipal de Vigy :
Le 5 février 2010, démission collective de sept conseillers municipaux et un adjoint au maire
Le 2 mai 2010 1er tour des élections municipales partielles avec un taux d'abstention record, proche de 65 % n'a permis à aucun candidat d'être élu)
Le 9 mai 2010 la liste de l'opposition au maire a remporté 50 % des suffrages et gagné 8 sièges au conseil municipal (source : mairie de Vigy)
Le 30 mars 2014, élection municipale, la liste un maire pour tous la mairie à tous remplace l'ancien conseil municipal.

### Liste des maires

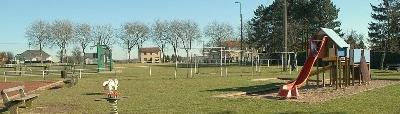
Stade, rue du Château-d’Eau.

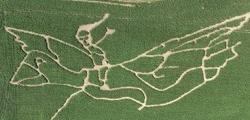
Promenade estivale dans le labyrinthe végétal.

| Période                                  | Période   | Identité         | Étiquette | Qualité |
| ---------------------------------------- | --------- | ---------------- | --------- | ------- |
| 1969                                     | 1983      | Paul Vincent     |           |         |
| 1983                                     | 1989      | Bernard Bourdin  |           |         |
| 1989                                     | mars 2008 | Michel Vincent   |           |         |
| mars 2008                                | 2014      | Alain Vanzella   |           |         |
| avril 2014                               | mai 2020  | Nicolas Le Bozec |           |         |
| mai 2020                                 | En cours  | Sylvain Weil     |           |         |
| Les données manquantes sont à compléter. |           |                  |           |         |

### Politique environnementale
La commune de Vigy a su mettre en valeur son patrimoine rural de village lorrain traditionnel. Cependant la commune a détruit plusieurs bâtiments et infrastructure, qui étaient témoins du passé.
Le plan local d’urbanisme de Vigy a été arrêté[Quand ?].
Depuis le 3 octobre 1994, une partie de la commune de Vigy est un site inscrit (no régional SI57331A) à l’inventaire des « Paysages remarquables de Lorraine ».

### Jumelages
- Mussidan (France) depuis 1990 ;
- Sourzac (France) depuis 1990.

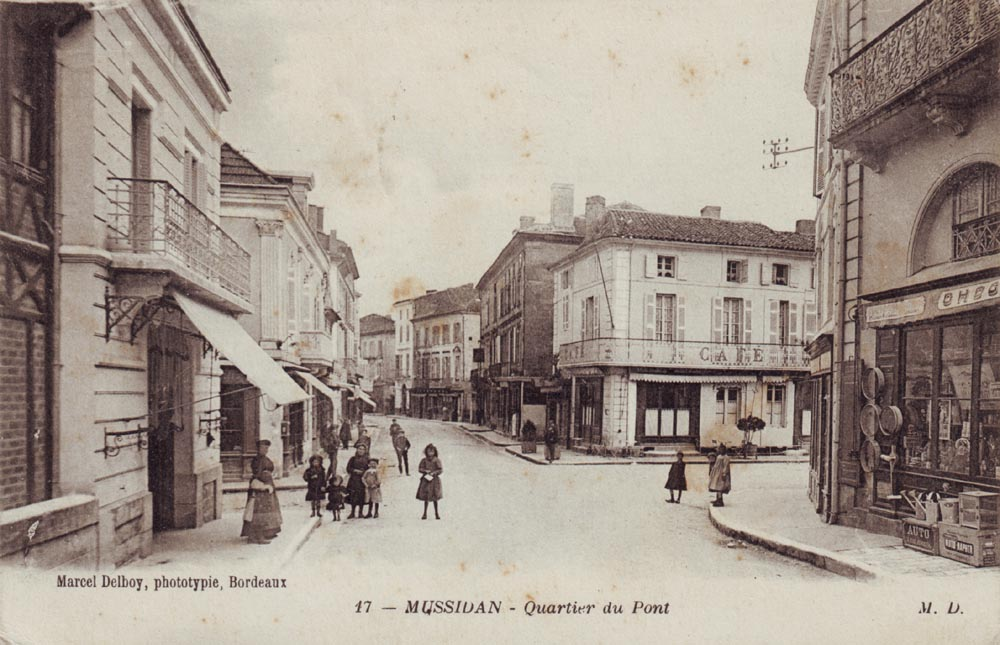
Mussidan : le quartier du pont au début du XXe siècle.

Vigy-Hessange est jumelée avec la commune de Mussidan en Dordogne depuis 1990. Ce village a accueilli un grand nombre d’expulsés de Vigy-Hessange durant la Seconde Guerre mondiale. Certains des habitants y sont nés. Le 19 novembre 1940, après deux jours d’un voyage pénible dont ils ignoraient la destination, une partie des habitants de Vigy et d’Hessange débarquent sur le quai de la gare de Mussidan. Ils sont logés provisoirement à l’hôtel de ville, à l’école et dans des centres d’accueil. Ensuite, chacun se cherche un logement, chez des particuliers ou dans des baraquements. Les habitants d’Hessange seront accueillis à Sourzac, à trois kilomètres de Mussidan. Les hommes trouvent du travail, les uns dans l’usine « Bois et fer », les autres chez des fermiers ou planteurs de tabac.

## Population et société

### Démographie

#### Évolution démographique
L'évolution du nombre d'habitants est connue à travers les recensements de la population effectués dans la commune depuis 1793. Pour les communes de moins de 10 000 habitants, une enquête de recensement portant sur toute la population est réalisée tous les cinq ans, les populations de référence des années intermédiaires étant quant à elles estimées par interpolation ou extrapolation. Pour la commune, le premier recensement exhaustif entrant dans le cadre du nouveau dispositif a été réalisé en 2006.

En 2022, la commune comptait 1 541 habitants, en évolution de −9,88 % par rapport à 2016 (Moselle : +0,52 %, France hors Mayotte : +2,11 %).
| 1793 | 1800 | 1806 | 1821 | 1836 | 1841 | 1861 | 1866 | 1871 |
| ---- | ---- | ---- | ---- | ---- | ---- | ---- | ---- | ---- |
| 570  | 662  | 632  | 802  | 883  | 851  | 824  | 821  | 763  |

| 1875 | 1880 | 1885 | 1890 | 1895 | 1900 | 1905 | 1910 | 1921 |
| ---- | ---- | ---- | ---- | ---- | ---- | ---- | ---- | ---- |
| 778  | 761  | 734  | 659  | 656  | 615  | 818  | 680  | 608  |

| 1926 | 1931 | 1936 | 1946 | 1954 | 1962 | 1968 | 1975 | 1982  |
| ---- | ---- | ---- | ---- | ---- | ---- | ---- | ---- | ----- |
| 605  | 629  | 603  | 612  | 590  | 766  | 930  | 984  | 1 123 |

| 1990  | 1999  | 2006  | 2011  | 2016  | 2021  | 2022  | - | - |
| ----- | ----- | ----- | ----- | ----- | ----- | ----- | - | - |
| 1 172 | 1 278 | 1 301 | 1 512 | 1 710 | 1 607 | 1 541 | - | - |

#### Pyramide des âges
La population de la commune est relativement jeune.
En 2018, le taux de personnes d'un âge inférieur à 30 ans s'élève à 37,7 %, soit au-dessus de la moyenne départementale (33,6 %). À l'inverse, le taux de personnes d'âge supérieur à 60 ans est de 19,2 % la même année, alors qu'il est de 26,2 % au niveau départemental.
En 2018, la commune comptait 848 hommes pour 887 femmes, soit un taux de 51,12 % de femmes, légèrement supérieur au taux départemental (51,08 %).
Les pyramides des âges de la commune et du département s'établissent comme suit.
| Hommes | Classe d’âge | Femmes |
| ------ | ------------ | ------ |
| 0,2    | 90 ou +      | 2,2    |
| 6,1    | 75-89 ans    | 8,7    |
| 10,5   | 60-74 ans    | 10,8   |
| 25,4   | 45-59 ans    | 19,8   |
| 18,7   | 30-44 ans    | 22,3   |
| 16,8   | 15-29 ans    | 13,6   |
| 22,4   | 0-14 ans     | 22,7   |

| Hommes | Classe d’âge | Femmes |
| ------ | ------------ | ------ |
| 0,6    | 90 ou +      | 1,5    |
| 6,8    | 75-89 ans    | 9,5    |
| 17,2   | 60-74 ans    | 18,4   |
| 20,9   | 45-59 ans    | 20,5   |
| 19,5   | 30-44 ans    | 18,6   |
| 17,7   | 15-29 ans    | 15,7   |
| 17,4   | 0-14 ans     | 15,8   |

## Vie locale

### Enseignement
- école maternelle "La clé des champs"
- école primaire "Paul-Flickinger"
- collège "Charles-Péguy"

### Manifestations culturelles et festivités
- Marché hebdomadaire tous les vendredis, produit locaux, lieu de rencontre et d'échanges brille par sa convivialité

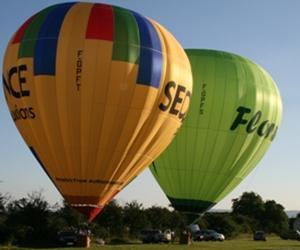
La fête de la musique, le 21 juin 2008.

- fête patronale le 1er dimanche d’octobre[71], fête du 14 Juillet, Fête de la musique le 21 juin, Journées du patrimoine en octobre, concert de Noël à l’église.
- brocante organisée par le Handball Club[72], vide-grenier, marché de l’art[73], Bourse aux jouets, Bourse aux vêtements organisée par le Modern'jazz
- Fête de la Sainte-Cécile avec la fanfare municipale, Téléthon en décembre[74],[75],
- théâtre[76],[77]
- concours des villes et villages fleuris, concours d’illuminations de Noël[78].
- crèche de Noël en l’église Saint-Léger en décembre.
- labyrinthe végétal, vélorail, train touristique.
- fêtes sportives : foot, tennis, etc.
- Tournoi d'échecs, club de quille[79]
- Repas des aînés.
- Saint Nicolas, patron de la Lorraine et des écoliers a promis, comme tous les ans, de venir récompenser les enfants gentils de la commune en décembre.
- feu du 14-Juillet
- concours des labours[80]

### Qualité de l'eau
En date du 13/02/2012, Eau d'alimentation conforme aux exigences de qualité en vigueur pour l'ensemble des paramètres mesurés.

### Sports

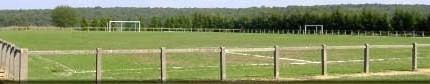
Le stade de la Forêt.

- clubs de judo, de tennis, de handball, de quilles, de gymnastique, de self-défense, d'arts-martiaux, basket et de football (US Vigy)
- randonnée pédestre Rand’Haut-Chemin
- association sportive du collège Charles-Péguy
- sport à l'école primaire
- Pétanque US Vigy.

## Économie

### XIIesiècle
Le duc Simon Ier de Lorraine donne des terres pour la création de l’abbaye de Villers-Bettnach. Les moines défrichent les terres, introduisent de nouvelles cultures, de la formation[style à revoir]. L’abbaye prospère rapidement.

### XIXesiècle
Une tuilerie, une tannerie, un moulin à vent, moulin à eau (moulin de Rabas), deux notaires et deux huissiers.

### Actuellement

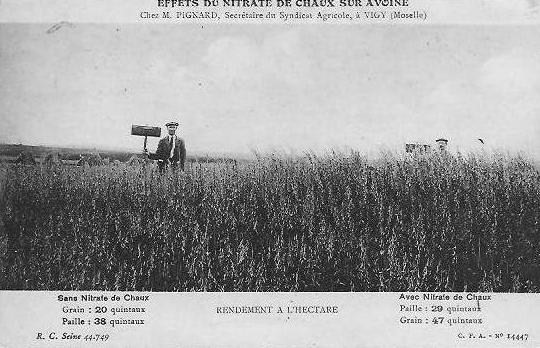
Les effets du nitrate de chaux sur la culture de l’avoine.

- au moins 40 % des actifs[Où ?] ont un emploi dans en zone urbaine[85].
- commerces (café-restaurant, fleurs, chambre d’hôtes, boucherie charcuterie, boulangerie-pâtisserie, coiffure, librairie…) et des professions libérales.
- agriculture et sylviculture : polyculture, bovins, bois, chasse, apiculteurs.
- petites entreprises (distributeur de boissons, etc.) de service et administratifs cantonaux (étude notariat, La Poste, gendarmerie, collège, DDE subdivision de Rombas-Vigy, perception-Trésor Public[86], Société d’organisation d’événements

### Énergie
À partir du poste de transformation de la commune, l'électricité produite par la centrale nucléaire de Cattenom est distribuée dans le réseau français. Une interconnexion électrique avec l'Allemagne s'effectue depuis le poste de Vigy.

## Culture et patrimoine

### Frontière linguistique

Carte de la frontière linguistique mosellane en 1630.

Depuis les différentes guerres (Guerre franco-allemande), la frontière politique et donc la frontière militaire a été fluctuante. Au cours du processus de construction européenne les frontières politiques internes de l’Union européenne sont devenues de plus en plus perméables. L’ouverture de la frontière a permis une augmentation des échanges de toutes sortes et, quels qu’en soient les motifs (travail, loisirs, commerce…).
Les flux de travail frontalier sont évidemment favorisés par la proximité linguistique existant de part et d’autre de la frontière (langues/dialectes) et par la disparition de l’effet barrière de la frontière (échanges scolaire, mise en place de la libre circulation des travailleurs….).
La frontière linguistique acquiert alors le statut de barrière qui a un caractère politique. Il y a dévalorisation de la frontière réel au profit d’«une zone tampon» ou bien d’une «frontière linguistique»..La frontière linguistique et culturelle mosellane ne correspond nullement à une frontière politique.
Cette frontière linguistique passait sur le Nord du ban de Vigy jusqu'à la guerre de Trente Ans.
La « frontière linguistique » n’est donc pas le signe d’un affrontement entre des peuples de culture et de langue différentes, mais plutôt un espace de bilinguisme où ces cultures sont entrées dans un monde d’échange.

### Dialecte messin
L’observatoire linguistique Linguasphere distingue sept variantes du lorrain et associe le messin à Metz, au pays messin et à toute la Moselle francophone.
D’après une carte des patois romans de la Moselle plus détaillée, le patois messin est une variante parlée dans le Haut-Chemin, centrée sur Vigy, juste en dessous la frontière linguistique mosellane.

### Contes et légendes
- la Fontaine des Génivaux[89].

### Associations
Vigy est connu pour son dynamisme et son tissu associatif fort avec plus de quarante associations.
Le Foyer Rural est une association d'éducation populaire. Il regroupe historiquement de nombreuses sections et développe des activités socioculturelles diversifiées. Il est historiquement adhérent au mouvement rural de la Confédération Nationale des Foyers Ruraux. L’association la plus célèbre est l’Adeppa.

#### Éclaireuses Éclaireurs de France- Les Trappeurs
Le groupe local de scoutisme laïque, mixte et sans uniforme basé sur une méthode éducative active est né à Vigy en 2009 sous l'impulsion d'Alexandre Simon (Gecko) qui a longtemps été le responsable de la structure locale d'activité (jusqu'en 2021). Les Trappeurs de Vigy organisent la majeure partie de leurs activités sur un terrain de l'association des EEDF de 2 ares de verdure et de bois en bordure du village.

#### L’association départementale d’éducation populaire et de plein air - ADEPPA

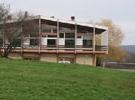
L’un des pavillons de l’Adeppa.

L’Adeppa est née en 1963 à l’initiative du Carrefour des organisations de jeunesse et d’éducation populaire (COJEP) dans le but de créer un centre de formation des cadres de la vie associative.
Dispersés dans treize hectares de verdure, un pavillon central abrite une salle de congrès sonorisée (300 places), divers salles et des chambres individuelles. De plus, six autres pavillons pour être complètement indépendants.
Cet équipement est notamment un lieu de restauration et de terrains de sport.
Plusieurs manifestations s’y tiennent, comme Europe Direct et Éthic Étapes.

#### Centre de l’Est du véhicule militaire

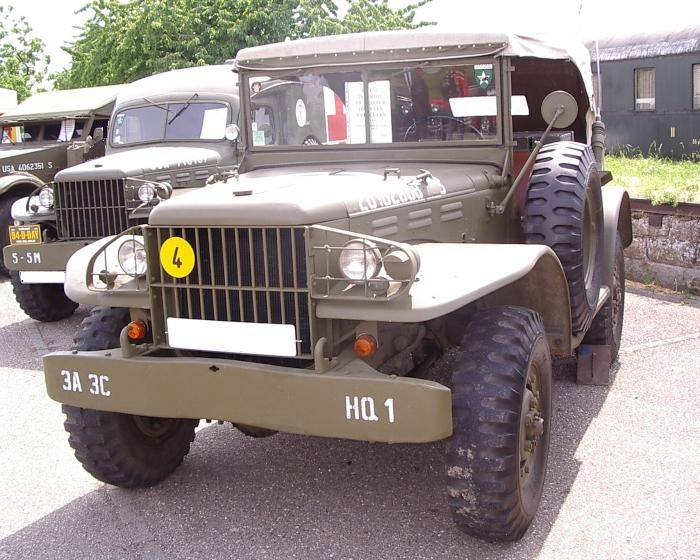
Exposition du Centre de l’Est du véhicule militaire.

Le Centre de l’Est du véhicule militaire (CEVM) est une association créée en 1978 ayant pour but de conserver un patrimoine mécanique des années 1940-1945 : véhicules militaires français, américains, russes, anglais soit environ 90 véhicules, jeep, camions, etc. Cette association est installée à Vigy depuis 1998. Elle propose l’accueil de groupes et la location de matériel pour des manifestations ou des expositions,. L'association organise des journées de rassemblement de collectionneurs, au cours desquelles sont proposés des balades autour de Vigy.

#### Congrégation des sœurs de la Divine Providence dite deSaint-Jean-de-Bassel
« Rien n’est d’une plus grande importance que l’éducation de la jeunesse, c’est de la jeunesse que dépend toute la vie. » Jean-Martin Moyë (Directoire, Projet p. 112 et 114).
La communauté des sœurs de la Divine Providence a été fondée par Jean-Martin Moyë, à Befey (à 6 km de Vigy) qui avec l’aide de Mlle Marguerite Lecomte a ouvert la première école de la communauté à Vigy en 1762. Chassées à la Révolution française, les sœurs se réfugient à Saint-Jean-de-Bassel. La communauté se développe dans le monde (États-Unis…). Elles reviennent à Vigy-Hessange dans les années 1980.

### Sites naturels, patrimoine et circuits touristiques

#### Notre-Dame-de-Rabas (à 5,5 km au nord-est de Vigy, à côté de Saint-Hubert)

##### Légende

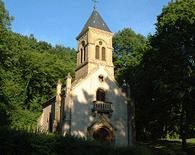
Chapelle de Rabas. Narthex roman du XIe siècle et chœur datant de 1416.

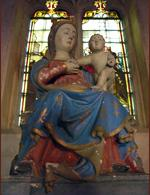
Vierge à l'enfant en pierre à l'intérieur de la chapelle Rabas. 4e quart du XIVe siècle, classé au titre objet (monument historique).

La légende raconte : « Une chaleur accablante ! Une troupe de chasseurs et une meute de chiens poursuivent un cerf aux abois dans les bois de Saint-Hubert. Ils s’égarent. Gens et bêtes souffrent d’une soif intense. Très touché de voir ses gens et ses bêtes souffrir, Charlemagne fait alors le vœu de construire une chapelle à la Vierge si elle venait à son secours. Soudain, sous les pieds de son cheval jaillit une source fraîche et limpide. »
Une autre légende moins connue raconte « Alors qu’il chassait dans la forêt de Saint-Hubert, Charlemagne aperçoit un chevreuil au milieu d’un torrent. L’animal reste figé sur place alors que la meute et la troupe font grand bruit. Étonné par le comportement de l’animal et soupçonnant un miracle, l’Empereur fait creuser là où s’est arrêté le chevreuil. On eut tôt fait de trouver une statue noire de la Vierge. Charlemagne lui fit édifier une chapelle qu’il nomma Rebach, c’est-à-dire « torrent du chevreuil », en allemand. »
Recensée en 1200, Rebach fut effectivement une des appellations des lieux. Il pourrait effectivement s’agir de Reh : « le chevreuil » et Bach : « le ruisseau ». Le nom a ensuite lentement dérivé vers Rabas. Le ruisseau lui s’est par contre arrêté au patronyme de Reibach. Ici il faut comprendre ruisseau à la place de torrent.
L’histoire ne semble pas contredit la possible d'influence de Charlemagne dans la construction de la chapelle de Notre-Dame-De-Rabas Les Chroniques de la cité de Metz en font d’ailleurs mention pour cette seconde version de la légende

##### Histoire
Le premier oratoire aurait été érigé en 806. Cette première chapelle était très petite et n’avait pas de clocher. La chapelle actuelle a été construite sur le même emplacement.
En 1049, le pape Léon IX serait venu consacrer la chapelle. Dès le XIe siècle, la chapelle de Rabas devient un lieu de pèlerinage.
Pendant des siècles, l’abbaye Saint-Arnould de Metz a administré et entretenu la chapelle car Charlemagne était apparenté à saint Arnould. Les religieux trouvaient refuge à Rabas en cas de danger ou d’épidémie.
En 1405, les prêtres des environs de Rabas ont écrit et signé une missive dans laquelle ils font état d’une bulle en latin signée par le pape Urbain II qui parlait de la construction de la chapelle de Rabas par l’empereur Charlemagne et de sa déconsécration par le pape Léon IX. En 1603, don Floret religieux de Saint-Arnould traduisit cette pièce en français.
À la Révolution, la chapelle fut confisquée et vendue à des particuliers en 1797 mais les pèlerinages ne s’arrêtèrent pas.
En 1423, vivait à Rabas un ermite du nom d’André, originaire de Flévy. On note également, en 1630, un autre ermite, le franciscain Colezius, docteur en théologie.

##### Renaissance de Notre-Dame-de-Rabas

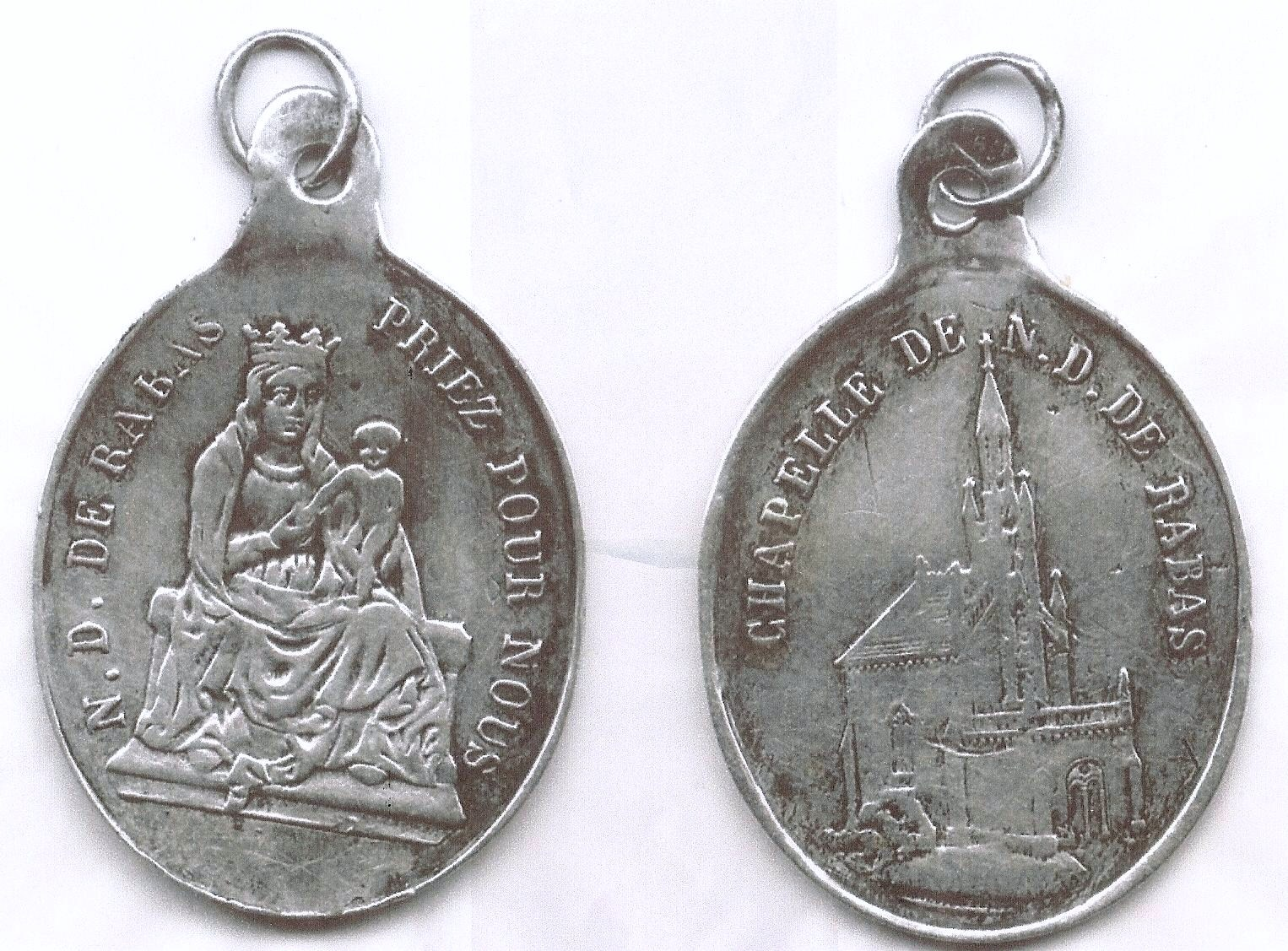
La médaille de Notre-Dame-de-Rabas est très rare. Elle a été gravée avant la reconstruction de la chapelle. Il y a deux plans de reconstruction, un plan important et donc plus cher et un plan plus simple. Sur la médaille, c’est le premier plan de la chapelle qui a été gravé.

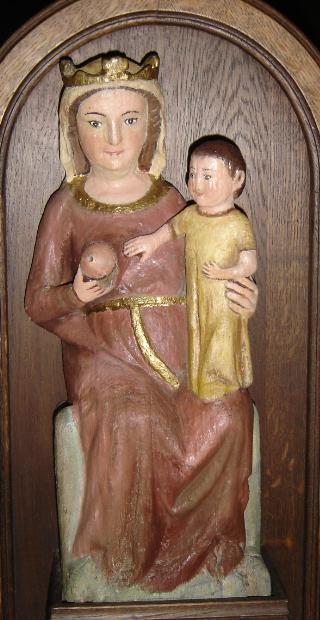
Notre-Dame-de-Rabas.

En 1883, sur l’initiative de l’abbé Pierron et son successeur l’abbé Cazin, archiprêtre à Vigy, le domaine de Rabas est racheté aux héritiers. De 1884 à 1886, sous l’impulsion de l’abbé Cazin, la chapelle vétuste, délabrée, est reconstruite dans son état actuel, en intégrant une partie ancienne chapelle à savoir l’entrée. À cette époque, trois vitraux ont été offerts par le vicomte de Coëtlosquet du château de Mercy. Le quatrième vitrail est un don de la baronne de l’Épée de Metz.
La chapelle possède un carillon de neuf cloches, bénites en l’église de Vigy, le 15 avril 1895. Depuis, il a été électrifié.
En juin 1984, des centaines de pèlerins ont célébré avec ferveur le centenaire de Notre-Dame-de-Rabas avec Mgr Paul-Joseph Schmitt, évêque de Metz. Des festivités populaires avec le groupe irlandais Clann Na Gael, des animations folkloriques, des chants grégoriens grâce à la Psalette de Saint-Avold…
Chaque lundi de Pentecôte, le pèlerinage de Notre-Dame-de-Rabas revit ; de nombreux pèlerins cheminent vers la chapelle.
Selon un vœu très ancien, les paroissiens d’Oudrenne et environs y viennent en pèlerinage (le mercredi après la Fête-Dieu).

##### Représentation de Notre-Dame-de-Rabas
- Vierge à l’Enfant en pierre à l’intérieur de la chapelle - 4e quart XIVe siècle - classé au titre objet « Monuments historiques »[110] (cf image ci-dessus[111])
- Vierge en bois du XIVe siècle répertoriée à l’inventaire national. Cette vierge en bois a été cachée pendant des siècles. En trente ans, elle a été montrée deux fois aux musées de Metz.

#### La source de Charlemagne
Les trois sources[Lesquelles ?] coulent toujours, sans tarir, à partir de Rabas et à environ 300 m en direction du hameau de Befey. La source de Charlemagne, potable, alimente le ruisseau de Rebach.
La littérature nous informe que d’après une croyance ancienne : « Pour guérir les nourrissons : apporter une chemise ou bien un autre vêtement du malade à la fontaine et jeter l’objet sur l’eau de bassin creusé devant la fontaine. Si cet objet flotte sur l’eau la guérison est considérée comme certaine. Puis toucher la statue miraculeuse de Notre-Dame de Rabas, puis ne pas manquer de boire l’eau de la fontaine… »
Le site de la source de Charlemagne et la chapelle de Notre-Dame de Rabas qui donne lieu à un pèlerinage et à un rite ambulatoire auprès de la source de Charlemagne trouve son origine dans des croyances pré-chrétiennes.

#### Labyrinthe végétal

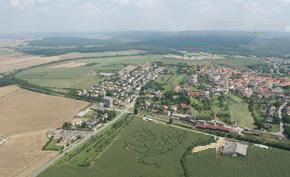
Labyrinthe végétal : une représentation du Graoully en 2005.

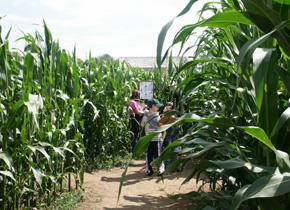
Labyrinthe végétal : Au hasard de nouveaux chemins…

Sur plusieurs kilomètres, au hasard de nouveaux chemins, les aventuriers d’un jour partiront à la recherche de panneaux comportant plusieurs questionnaires sur différents thèmes. Une récompense attend les concurrents les plus perspicaces.
Des animations nocturnes ponctuelles très appréciées sont également organisées. Les chemins boueux par temps de pluie rajoutent du piment à cette promenade en pleine campagne.
Tous les ans, les bénévoles créent et gèrent un nouveau labyrinthe végétal ouvert de juillet à septembre. Les anciens labyrinthes étaient un personnage inca, une caravelle, un dirigeable, un dragon, une locomotive à vapeur.
L’édition 2009 utilise le thème de l’anniversaire du Débarquement : le labyrinthe de maïs représente un char avec son canon et une borne de la liberté. D’après la responsable du site, Danielle maire, le labyrinthe a franchi le cap des 10 000 visiteurs.
Le 6 juillet 2012, les caméras de l'hélicoptère du Tour de France ont repéré la forme d’un immense vélo dans un champ de maïs.

#### Gare

##### Chemin de fer touristique de la vallée de la Canner

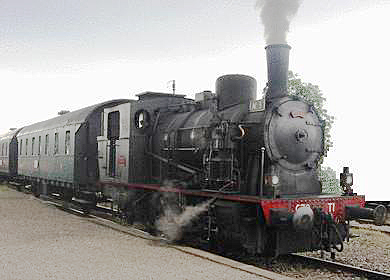
Locomotive Krupp en gare de Vigy.

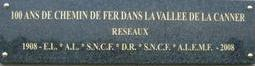
100 ans de chemin de fer dans la vallée de la Canner. Plaque commémorative en gare de Vigy.

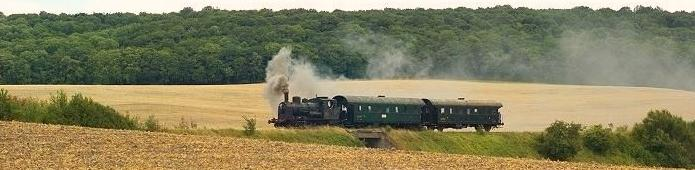
Chemin de fer touristique de la vallée de la Canner.

La ligne de chemin de fer Metz-Vigy-Anzeling a été inaugurée le 25 mars 1908 par Monsieur Watersapp, Président des chemins de fer d'Alsace-Lorraine, le maire de Vigy dit dans l'enthousiasme 'que cette ligne apporte la prospérité à notre canton'.
Le 1er avril 1908 fut mise en circulation régulière la première locomotive à vapeur.
Le tracé de la ligne est issu de l’un des deux tronçons d’itinéraires stratégiques qui reliaient Metz à Anzeling via Vigy et Bettelainville à Merzig via Waldwisse.
L'Allemagne de Guillaume II voulait, en cas de nouvelle guerre avec la France, amener vite et facilement des troupes du Rhin, de la  Sarre vers Metz et la Frontière avec la France.
Cette ligne était très technique, avec des tunnels et viaducs.
La section Vigy à Bettelainville est abandonnée par la SNCF le 26 septembre 1976. Conscient de l’intérêt touristique du site, le département de la Moselle acquiert dès 1978 la ligne qui est confiée à l’association ALEMF en 1985, puis cédée en 1991.
Depuis 1985, cette ligne de chemin de fer touristique de douze kilomètres qui relie Vigy et Hombourg-Budange, traversant la vallée de la Canner en passant par la forêt de Saint-Hubert.
Des anciennes gares de Vigy et de Hombourg-Budange sont les points de départ d’arrivée.
La section de Vigy vers Metz fut victime des combats de la libération en novembre 1944 et l'important viaduc de Failly fut détruit et jamais reconstruit,,.
Elle fête ses cent ans le 24 mai 2008.
Les wagons de 3e et 4e classe sont classés monuments historiques.
Ouverture du 1er mai au 1er dimanche d’octobre (locomotive à vapeur ou autorail « Picasso » en fonction des heures de départ),.

###### Modélisme ferroviaire
Cette association s’est aussi distinguée en organisant des expositions de modèles réduits ferroviaires de haut niveau, en particulier lors de la première Exposition internationale en 1972 qui donna à l’association le poids suffisant pour que la SNCF renoue avec une ancienne tradition : le baptême des Locomotives. C’est ainsi qu’en 1973 eut lieu le baptême d’une BB15000 aux armes de la Ville de Metz.

##### Vélorail

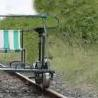
Le vélorail de Vigy.

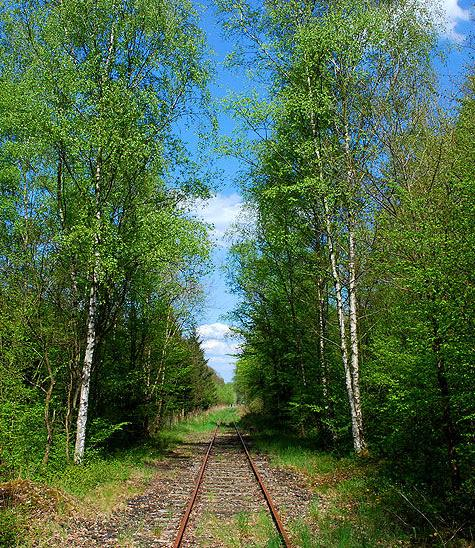
La voie ferrée.

Le chemin de fer touristique de la vallée de la Canner ne fonctionnant que le dimanche et les jours fériés, le vélorail utilise cette voie en semaine ainsi que le matin (des dimanches et jours fériés) pour donner vie et valoriser ce patrimoine centenaire.
Plusieurs parcours sont possibles pour une balade à travers les bois et les champs en vélorail :
- le parcours Vigy-Bettelainville de 9 km (aller et retour) ;
- le parcours Vigy-Aboncourt de 18 km (aller et retour).

Du 1er week-end d’avril jusqu’au début octobre,.

#### Randonnées pédestre et VTT
Circuits labellisés par le département:
- La source de Charlemagne (10,7 km, difficulté : moyenne, randonnées pédestre et VTT, départ de Villers-Bettnach)
- Chêne des Moines (6,3 km difficulté : facile, randonnées pédestre et VTT, départ de Villers-Bettnach)

Autre circuit :
- Rabas (difficulté : moyenne, randonnées pédestre et VTT, départ d’Adeppa)[131]

#### Chalet de Rabas
Ancien abri du pèlerin transformé en chalet de vacances. Ce chalet appartient à la paroisse de Vigy. Les locations sont réservées aux mouvements de jeunes, associations, amicales et particuliers. Le chalet est ouvert toute l’année et est géré bénévolement par l’association "Les amis de Rabas".

#### Lieux de promenades
- arboretum et sentier botanique[132]
- source de Charlemagne : source d’eau à proximité de Notre-Dame-de-Rabas
- à quelques kilomètres à l’est se trouve l’abbaye de Villers-Bettnach

#### Architecture religieuse

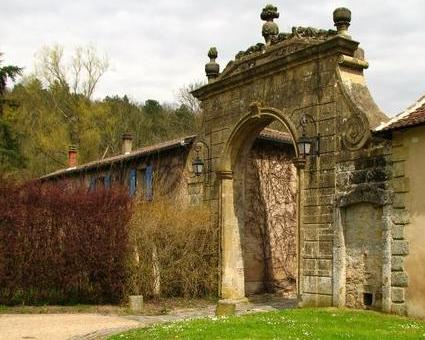
L'abbaye cistercienne de Villers-Bettnach. Porte Coislin datant du XVIIIe siècle.

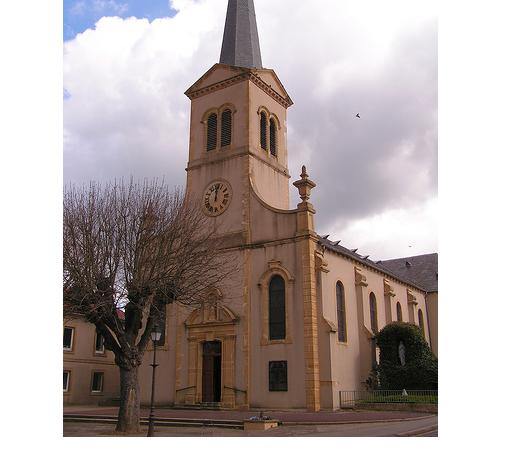
L'église Saint-Léger.

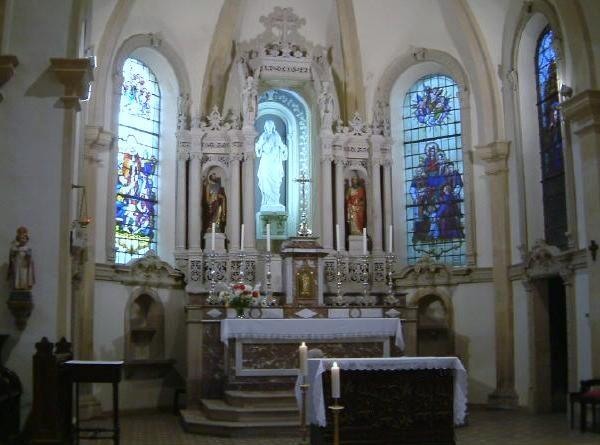
Chœur de l'église Saint-Léger. Le vitrail de droite représente Notre-Dame-de-Rabas qui protège la paroisse, celui de gauche, saint Léger.

- Église Saint-Léger (1868). Saint Léger vient du germanique Ledgar « illustre à la guerre ». Il joua un rôle politique éminent au VIIe siècle à la cour d'Austrasie et à celle de Burgondie. Autrefois, lorsqu'un patient était atteint d'une maladie grave, on faisait toucher un de ses vêtements à la statue et aux reliques du Saint puis on jetait le vêtement dans la fontaine Saint-Léger : s'il surnageait, la guérison était proches mais s'il coulait...

Le Saint est le patron des malades.
- Notre-Dame-des-Champs, monument à la vierge Marie en marbre de carrare. C'est l'abbé Léonard, archiprêtre de Vigy-Hessange de 1912 à 1927, en accord avec le conseil municipal et le maire Louis Diou, qui fut ériger ce monument en 1923. Il est visible de loin et domine le village. Ce monument aux morts (1914-1918) se trouve sur une hauteur de 281 m d'altitude près de la route de Saint-Hubert. Cette vierge regarde vers Hayange d'où l'abbé était originaire.
- Baptistère, croix[133], calvaires (sur la façade date de 1631 place de Mussidan pour l’un et daté de 1723 rue de l’Abbé-Cazin (curé-archiprêtre de Vigy-Hessange) pour l’autre).
- Chapelle Saint-Gal d'Hessange (détruite).

#### Architecture civile
La rue principale du village ancien d’Hessange est constitué d’usoirs.
- maison avec porte et linteau sculpté du XIVe siècle ;
- ancienne fontaine à eau ;
- bibliothèque et médiathèque municipale[134], gymnase Paul-Vincent, stade de football de la Forêt, stade rue du Château-d’Eau, courts de tennis ;
- villa médicale (médecins, dentiste, kinésithérapeute) ;

##### Maisons remarquables
- maison au médaillon du XVIIIe siècle, statuette équestre en pierre en façade de « Charlemagne » d'après original du IXe siècle (Paris, Musée du Louvre inventaire OA 8260) au 4 rue de l’Abbé-Lesprand[135]
- rue de la Ronde, place de Mussidan, rue Saint-Léger
- maison de l’époque allemande « Café de la Place », rue du Presbytère…
- maison bourgeoise de la fin du XIXe siècle et début XXe siècle, rue du Val-de-Metz, rue de la Reine (rue de la Reine : les rues ou chemins de la Reine sont généralement attribués à la reine Brunechant, fille du roi des Wisigoths et reine du royaume d'Austrasie par son mariage en 566 avec Sigebert, petit-fils de Clovis. Comme reine et régente, elle joua un rôle important dans le royaume et fit remettre en état beaucoup de routes et de chemins), rue de l’Abbé-Cazin, ancienne gendarmerie rue du Breuil. (« Breuil » est un mot d'origine gauloise désignant un bois humides ou un bois de taillis ou encore un bois clos servant de pâture donc par extension un bois ou bien un pré seigneurial).

#### Patrimoine architectural à Hessange
La structure viaire d’Hessange est linéaire. Elle correspond au village-rue lorrain.
- nécropole romaine ;
- puits ;
- croix ;

##### Château d’Hessange
Au milieu du dix-neuvième siècle, la démolition de la partie centrale a permis la construction d’une entrée et des écuries avec des têtes d’animaux sculptées au-dessus de chaque fenêtre. Quelques propriétaires du château :
- 1829-1854 : Olry Louis Laurent, ancien chef d’escadron, chevalier de Saint-Louis, officier de la Légion d’honneur, son épouse Élisabeth de Faillonnet de Saint-Baussant ;
- 1855 : Jules de Lardemelle ;
- 1868 : Émile Dauphin, notaire à Vigy.

Dans les années 1960-1970 (?), la commune d’Amnéville rachète le château pour en faire un centre de vacances.

### Art et musique
- Batterie fanfare « La Jeanne d’Arc », « Éveil à la danse »
- Associations « Grain d’art », « Art et création »

#### Films, documents tournés à Vigy
- La Vie et rien d’autre, film réalisé par Bertrand Tavernier, env. cinq minutes tournés à Vigy. On reconnait Sabine Azéma dans la gare de Vigy.
- Je m’appelle Victor, film de Guy Jacques sélectionné au Festival de Cannes dans la catégorie « Cinémas en France ». (env. 5 minutes tournés à Vigy)
- Les écrans du savoir, émission de La Cinquième.
- Émission de radio Carnets de campagne par Philippe Bertrand sur France Inter, le 23 octobre 2006[137]
- Émission de radio en direct de l'espace gare sur France Bleu Lorraine Nord, le 7 août 2009
- mais aussi pour RTL (RTL9, RTL Group), TF1, ZDF[138], SR 3 Saarlandwelle[139],[140]

#### Musique
- Concours d'Ensemble Fédéral à Vigy le 21 mai 2006[141]
- Les musicales de Vigy[142]

En répétition
- I Muvrini en répétition[143],[144],Groupe sans gain[145], etc.[146]

### Gastronomie

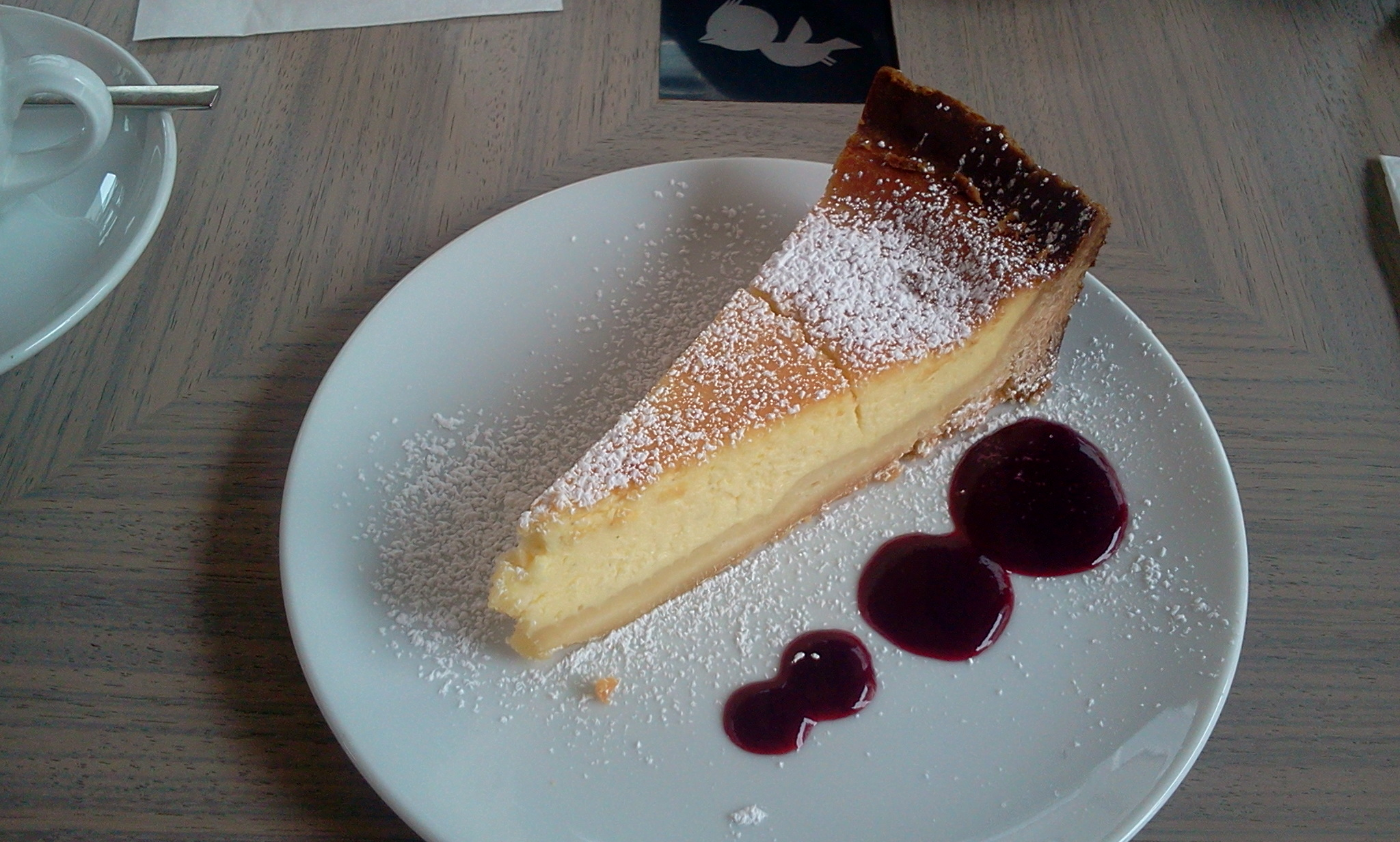
La tarte de Metz (appelée "tarte au me'gin") est une spécialité du pays messin.

- Le lard fumé est un ingrédient traditionnel de la cuisine locale. Il est utilisé dans de nombreux plats comme la quiche, les diverses recettes à base de pommes de terre.
- Du pâté, la charcuterie, la potée, brioches tressées, la tarte de Metz, aux mirabelles, à la rhubarbe de vigy[147] sont consommés dans le Pays messin.
- Du vin est également produit dans les villages viticoles de la région.

### Personnalités liées à la commune

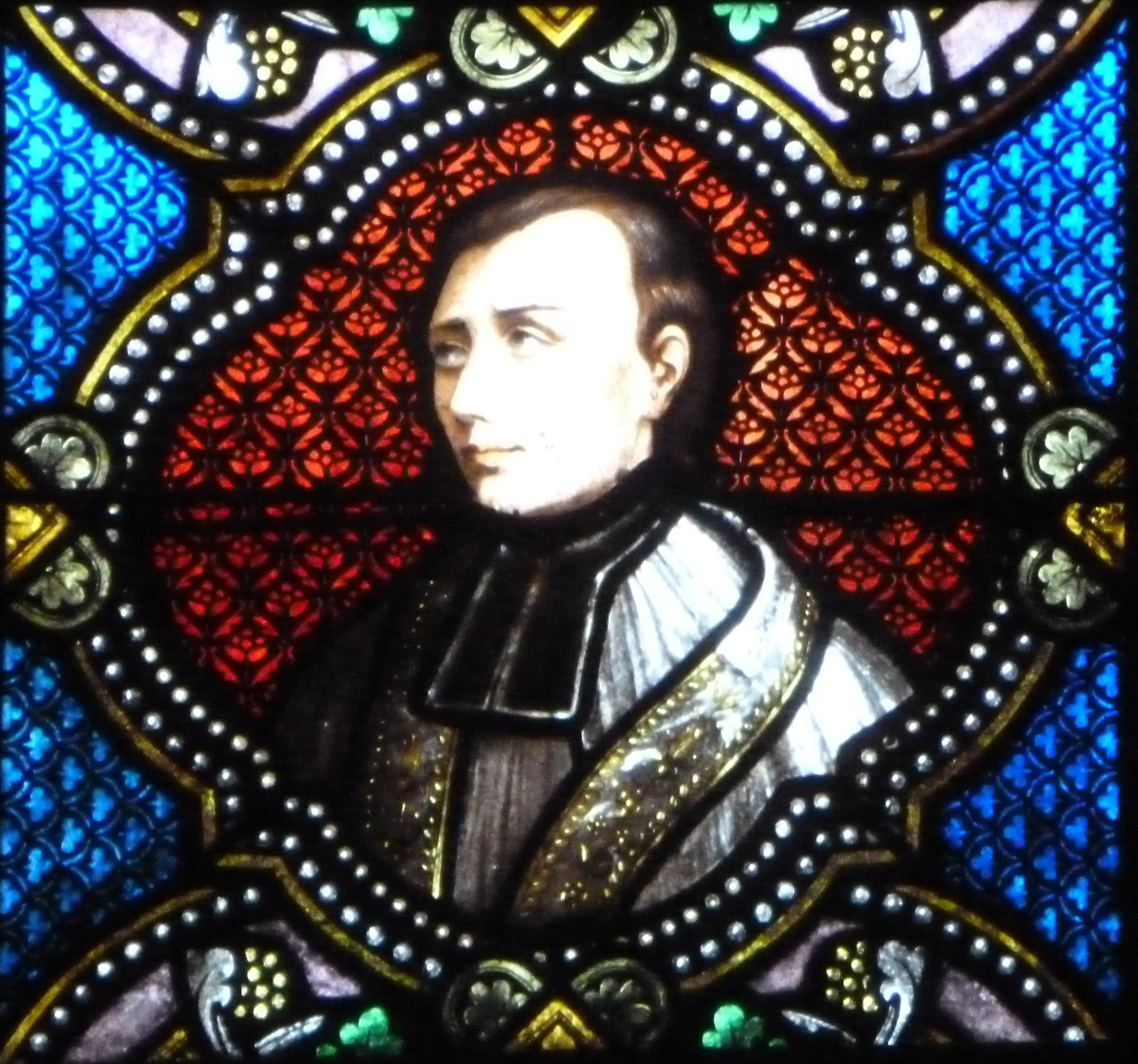
Médaillon d’un vitrail représentant Jean-Martin Moyë

- Catherine Marsal, née le 20 janvier 1971 à Metz, coureuse cycliste française (50 victoires)[148],[149].
- Emmanuel Molinet, né en 1970 à Metz, artiste plasticien[150],[151],[152].
- Jean-Martin Moyë, missionnaire lorrain, fondateur de la congrégation de la Divine Providence.
- Marcel Hocquaux, né le 5 avril 1936[153], coureur cycliste (ASPTT Metz -Mines 1960)[154]. Il fut, également dirigeant au club de l’ASPTT Metz[155].
- Aline Söther (née le 23 septembre 1923 à Beckingen et morte fin avril 1945 à Ravensbrück), victime du nazisme, vit à Vigy où elle est arrêtée par les nazis.

### Héraldique
|  | Blasonnement : Mi-parti d’azur à l’aigle d’or, et fascé d’or et d’azur de huit pièces. Explications : La seigneurie a appartenu à l’abbaye Saint-Arnould jusqu’à la Révolution. Or le plus ancien sceau de l’abbaye présente d’un côté le saint en costume épiscopal et de l’autre l’aigle, emblème de saint Jean l’Évangéliste. C’est cette aigle, confondue avec l’aigle impériale de la dynastie carolingienne qui figure au XIIe siècle sur le blason de l’abbaye : d’azur à l’aigle essorante d’or (« essorante » étant fautivement confondue avec bicéphale), d’après l’armorial d’Hozier. |